# Sevens
| Recensione | Giudizio |
| ---------- | -------- |
| AllMusic   |          |

Sevens è il settimo album in studio dell'artista country statunitense Garth Brooks, pubblicato nel 1997. L'album è stato certificato 10 volte disco di platino negli Stati Uniti dalla RIAA.

## Tracce
1. Longneck Bottle (Rick Carnes, Steve Wariner) – 2:15
2. How You Ever Gonna Know (Kent Blazy, Garth Brooks) – 3:35
3. She's Gonna Make It (Blazy, Kim Williams, Brooks) – 2:45
4. I Don't Have to Wonder (Shawn Camp, Taylor Dunn) – 3:04
5. Two Piña Coladas (Camp, Benita Hill, Sandy Manson) – 3:34
6. Cowboy Cadillac (Bryan Kennedy, Brooks) – 2:50
7. Fit for a King (Jim Rushing, Carl Jackson) – 3:58
8. Do What You Gotta Do (Pat Flynn) – 2:57
9. You Move Me (Gordon Kennedy, Pierce Pettis) – 4:34
10. In Another's Eyes (Bobby Wood, John Peppard, Brooks) – 3:33 - in duetto con Trisha Yearwood
11. When There's No One Around (Tim O'Brien, Darrell Scott) – 3:33
12. A Friend to Me (Victoria Shaw, Brooks) – 3:05
13. Take The Keys to My Heart (Hill, Pam Wolfe, Tommy Smith) – 2:31
14. Belleau Wood (Joe Henry, Brooks) – 3:29

## Classifiche
| Classifica (1997) | Posizione raggiunta |
| ----------------- | ------------------- |
| Stati Uniti       | 1                   |
| Regno Unito       | 34                  |
| Australia         | 20                  |
| Irlanda           | 4                   |